# Oxford Township (comté de Johnson, Iowa)
Oxford Township est un township du comté de Jefferson en Iowa, aux États-Unis,.
Il est fondé en 1856. Il est nommé en référence à Oxford (New York).

## Source de la traduction
- (en) Cet article est partiellement ou en totalité issu de l’article de Wikipédia en anglais intitulé « Oxford Township, Johnson County, Iowa » (voir la liste des auteurs).